# 苏里南蓝翼航空

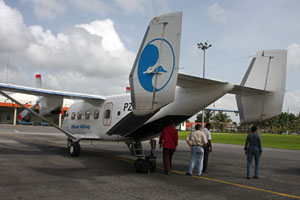
苏里南蓝翼航空停在圭亚那乔治敦的一架安-28

苏里南蓝翼航空是总部设在苏里南帕拉马里博的一家民营航空公司该公司自2004年运营起，开设自帕拉马里博到国内各地和邻近加勒比国家的航线。 该公司的枢纽设在佐格恩胡普机场。该公司曾经是被禁止进入欧盟成员国的航空公司之一，但在2007年11月28日被移去，又在2010年7月6日重回黑名单。

## 机队
蓝翼航空公司机队包括如下飞机(2010年5月17日数据):

### 退役的飞机
- 5架安-28 (其中三架在空难中损毁)

## 事故
- 2008年4月3日，一架安-28在苏里南南部小镇Benzdorp的拉瓦·安提诺机场降落时坠毁，机上17名乘客和2名机组人员无一生还。

- 2009年10月15日，一架安-28在苏里南Kwamelasemoetoe Airstrip起飞时撞上不明妨碍物，飞机部分被撞坏，机上3名乘客受伤，其中一人严重。[5]

- 2010年3月15日，一架安-28在马罗韦纳区北部上空飞行时由于天气恶劣导致坠毁，事发地位于苏里南Poketi东北3英里处，两名机组成员和6名旅客死亡。该班飞机自Godo Holo Airstrip起飞。[2]